# 李巘
李巘（?—?），唐朝宗室，唐太宗的玄孙，吴王李恪的曾孙，吴王李琨的孙子，吴王李祗的儿子。
李巘以廕补五品官。李祗薨，其兄李岵获罪，以李巘嗣王。官至宗正卿，检校刑部尚书。死后赠太子少保。李巘性介直，常常当面指出别人的错误。为官清白，所居之室不能庇风雨。抚养甥侄，慈爱过人，家无留储，死后公卿們捐钱把他埋葬。子李寅嗣封吴王、李寅子李复。

## 传記資料
- 《旧唐書》吴王恪传
- 《新唐書》吴王恪传